# Mizen-Halbinsel
Die Mizen-Halbinsel (irisch Carn Uí Néid, englisch Mizen Head) ist die südlichste der vier südwestlichen Halbinseln Irlands und gehört zur Grafschaft Cork. Sie hat die Form zweier Finger, von denen der nördliche „Sheep’s Head“ (oder Muntervary, irisch Rinn Mhuintir Bháire) genannt wird und zu den abgeschiedensten Regionen der gesamten Insel gehört. Ringstraßen, an denen u. a. die winzigen Orte Crookhaven, Goleen, Schull und Toormore liegen, erschließen die zweigeteilte Halbinsel.

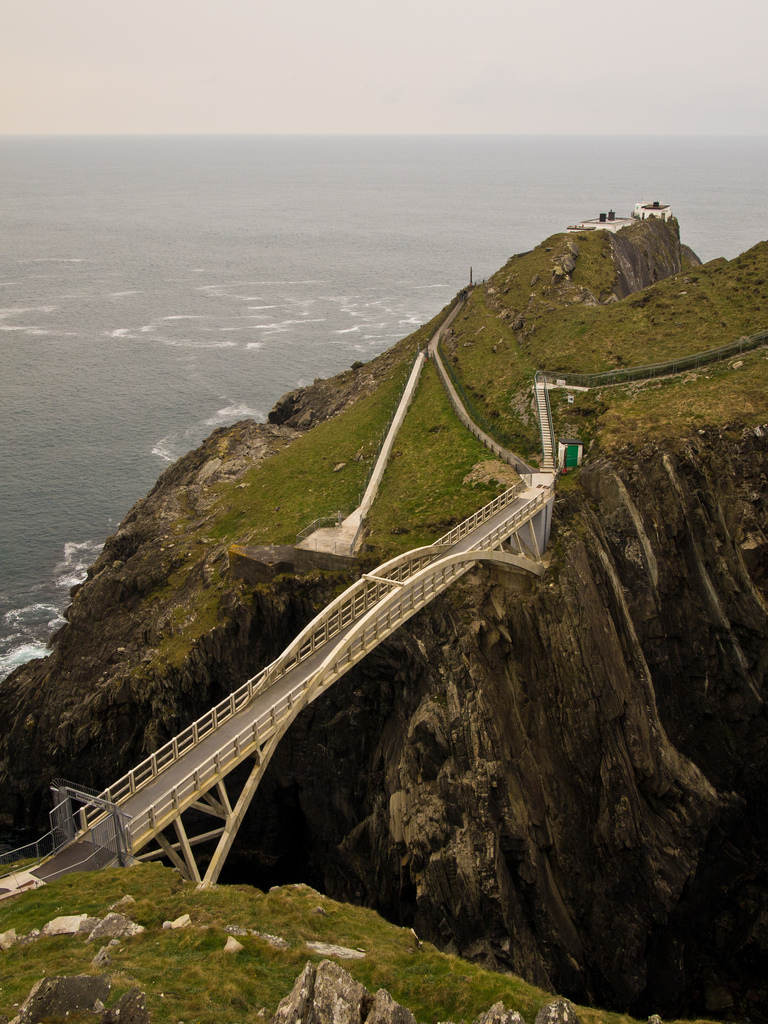
Mizen Head Bridge

Die Straße zwischen Bantry und Skibbereen markiert die östliche Grenze der beiden knapp 30 km langen Finger, die Gaeltacht-Gebiet sind. An ihren Enden liegen Sheep’s Head bzw. Mizen Head. Mit 407 m Höhe ist der Mount Gabriel der größte Berg nicht nur auf der Mizen-Halbinsel, sondern auch in der ganzen Region östlich und südlich von Bantry. Er liegt direkt nördlich des Orts Schull. Eine Straße, die zu Radaranlagen auf dem Gipfel führt, ist öffentlich zugänglich. Die alten Kupferminen am Mount Gabriel liegen nahe dem höchsten Punkt des Bergs.
Mizen Head ist die pittoreske Südwestspitze Irlands. Hier liegt der kleine Ort Crookhaven mit seinem geschützten Hafen. Marconi kam hierher, um seine erste Radiomitteilung über den Atlantik zu senden und um mit vorbeifahrenden Schiffen zu kommunizieren. Über eine Brücke kann man zum Leuchtturm und zum Mizen Head Visitor Centre auf der vorgelagerten Klippe gelangen, wo die raue Brandung des Atlantiks hohe Gischt schlägt.
Das Dorf Goleen wurde im 19. Jahrhundert an einer Kreuzung gebaut, an der Viehausstellungen abgehalten wurden. Es gibt auch einen versteckten Hafen, der dem Dorf seinen Namen Goilin (dt. kleiner Meeresarm) gab. Obwohl der Hafen bei Niedrigwasser trockenfällt, gibt es einen Kai um Fischereiboote und Jachten festzumachen.
Schull ist ein Seglerort, der im Sommer mit Festivals und Regatten lockt und seine Saison hat, die im einzigen Planetarium Irlands bis in die Nacht geht.
Nahe bei Toormore (Tuar Mór) liegen die Wedge Tombs von Toormore und Altar und das Portal Tomb von Arderawinny.
Die Halbinsel Sheep’s Head ist fast menschenleer und von Durrus bis zu ihrem Ende nur etwa 16 Meilen lang. Zur Spitze von Sheep’s Head führt einer der wenigen ausgeschilderten Rundwanderwege in West Cork.

## Trivia
Laut dem Mitte 2015 eingeführten irischen Postcode (EIRCODE) hat der Leuchtturm den Postcode P81 N406, das „Mizen Head Signal Station & Visitor Centre“ P81 NY52.